# Parga
Parga ligger på Greklands västkust sydöst om ön Korfu. Längs kusten ligger Igoumenitsa cirka 40 km norrut och flygplatsen Preveza cirka 60 km söderut. Det är ett chartermål för bl.a. turister från Sverige. Parga är mycket grönt, med många olivträd. Runt Parga finns ett antal små öar, vikar och sund. Parga grundades på 1300-talet av venetianarna. Här är restaurangutbudet stort med allt från tavernor till gourmetrestauranger. Den mest kända stranden är Valtos Beach som är en kilometerlång grovkornig sandstrand med flera caféer och matställen.

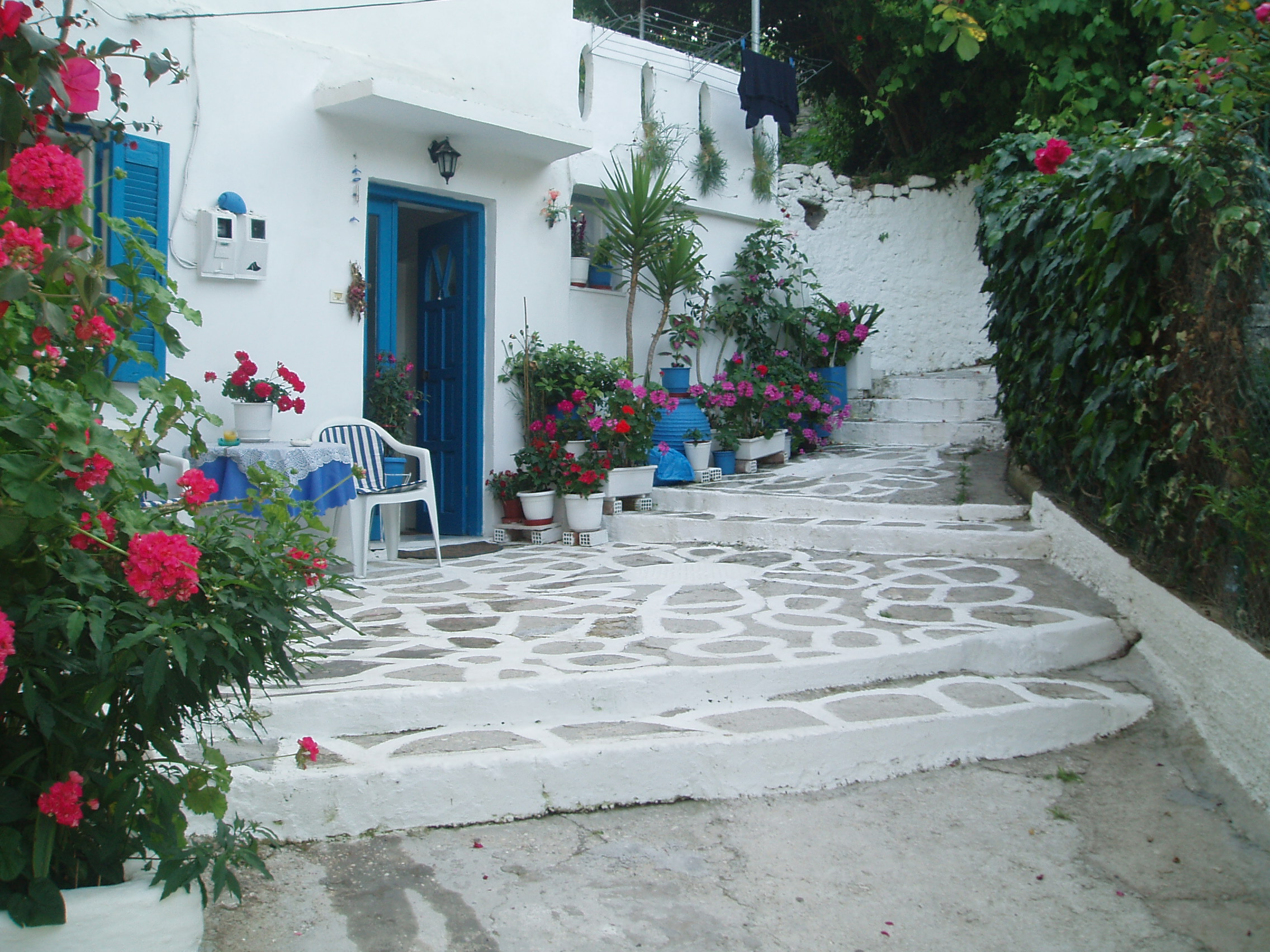
Gata i Parga

Vanliga utflyktsmål från Parga är Korfu, Paxos och Lefkas.